# Поворот не туди (серія фільмів)
Поворот не туди (англ. Wrong Turn) — серія фільмів жахів спільного американо-німецького виробництва. На даний момент існує 7 частин. Перша та сьома частини вийшли на широкі екрани, а інші випущені на DVD та Blu-ray. Перші шість фільмів присвячені різним родинам деформованих канібалів, які жахливими способами полюють та вбивають людей у Західній Вірджинії, використовуючи пастки та зброю. У перезапуску присутній багатовіковий культ у Вірджинії, який жорстоко реагує на сторонніх, які вторгаються в їхню самодостатню цивілізацію. Сьома частина є перезапуском серії.

## Фільми
| Фільм                                           | U.S. release date | Режисер         | Сценарист             | Продюсер(и)                                            |
| ----------------------------------------------- | ----------------- | --------------- | --------------------- | ------------------------------------------------------ |
| Поворот не туди (2003)                          | 30 травня 2003    | Роб Шмідт       | Алан Б. Макелрой      | Стен Вінстон, Браян Гілберт, Ерік Фейг, Роберт Кульцер |
| Поворот не туди 2: Безвихідь (2007)             | 21 вересня 2007   | Джо Лінч        | Турі Мейер            | Джефф Фрейліч                                          |
| Поворот не туди 3: Залишені вмирати (2009)      | 20 жовтня 2009    | Деклан О'Брайєн | Коннор Джеймс Ділейні | Джеффрі Біч & Філіп Рот                                |
| Поворот не туди 4: Кривавий початок (2011)      | 25 жовтня 2011    | Деклан О'Брайєн | Деклан О'Брайєн       | Кім Тод                                                |
| Поворот не туди 5 : Кровна спорідненість (2012) | 23 жовтня 2012    | Деклан О'Брайєн | Деклан О'Брайєн       | Джеффрі Біч & Філіп Рот                                |
| Поворот не туди 6: Останній курорт (2014)       | 21 жовтня 2014    | Валерій Мілев   | Франк Вудвард         | Джеффрі Біч & Філіп Рот                                |
| Поворот не туди : Спадщина (2021)               | 26 січня 2021     | Майк Нельсон    | Алан Б. Макелрой      | Джеймс Харріс & Роберт Кульцер                         |

### Поворот не туди (2003)
Основна стаття: Поворот не туди (2003)
У першому фільмі групу з шести людей переслідують Одне Око, Зуб Пили та Три Пальці. Кріс Флінн змушений зробити об'їзд після розливу хімікату на дорозі. Він повертає не в той бік і врізається в інший автомобіль, який потрапив у пастку. У пошуках допомоги у хатині, що належить трьом жахливим гірським людям, їх по одному вистежують. Зрештою Кріс та Джессі Бурлінгейм виживають.
Загубившись у лісах Західної Вірджинії внаслідок фатального збігу обставин, група молодих людей намагається дістатися найближчого телефону. Але замість телефону їм судилося знайти будинок у горах, обвішаний страшною зброєю та огидними трофеями… 
Хто чи що живе в цьому будинку? Молоді люди починають розуміти, що всі їхні пригоди – спосіб загнати "дичину" в пастку, де вони – це дичина, а зловісні мисливці – мешканці будинку.

### Поворот не туди 2: Безвихідь (2007)
Основна стаття: Поворот не туди 2: Безвихідь (2007)
У другому фільмі представлена велика родина канібалів: Ма, Па, Брат та Сестра. Три пальці і старий - єдині персонажі, що повертаються, з першого фільму. Цього разу канібали простежують групу учасників реаліті-шоу, які беруть участь у реаліті-шоу на виживання.

### Поворот не туди 3 (2009)
Основна стаття : Поворот не туди 3 (2009)
Персонаж Три Пальці, що повернувся, стає причиною аварії транспортного автобуса, дозволяючи засудженим втекти та взяти в полон вцілілих тюремних офіцерів Нейта  і Волтера . Під час втечі засуджені та їхні в’язні натрапляють на загублену вантажівку, яка перевозила тисячі доларів, а також на Алекс Майлз (Джанет Монтгомері), яка загубилася в лісі після того, як Три Пальці вбив решту її друзів. Зрештою Чавес вбиває племінника Трьох Пальців. Три Пальці знаходить відрубану голову племінника і лютує через це. Він створює храм і залишає голову там. Засуджений, що залишився в живих, Брендон, переконує Нейта у своїй невинуватості та виходить на свободу. Пізніше Нейт повертається до вантажівки, щоб вкрасти гроші, які хотів Чавес. Але Брендон стріляє йому в спину з лука та стріл і забирає гроші собі. Невідомий канібал підходить позаду Брендона і б'є його грубою дубиною, убиваючи його, залишаючи Алекса єдиним, хто вижив у фільмі.

### Поворот не туди 4: Кривавий початок (2011)
Основна стаття : Поворот не туди 4:Кривавий початок (2011)
У цьому фільмі розповідається історія трьох оригінальних вбивць і показано їхнє дитинство. Також показано історію трьох братів. Сюжет розповідає про групу з дев’яти підлітків, які, катаючись на снігоходах, неправильно повертають і шукають свою каюту. Вони потрапляють у стару покинуту божевільню, де все ще живуть Три Пальця, Зуб Пили та Одне Око. Друзі вирішують провести ніч у божевільні, і на них нападають брати-пішоходи. До кінця фільму всі дев'ять підлітків мертві. Фільм став приквелом до першого фільму.

### Поворот не туди 5: Кровна спорідненість (2012)
Основна стаття: Поворот не туди 5 : Кровна спорідненість (2012)
З’ясовується, що Мейнард — серійний вбивця, який перебував у втечі понад тридцять років і зараз перебуває в змові з трьома братами-людожерами. Він неодноразово називає їх «моїми хлопцями» та своїми родичами. Протягом усього фільму брати намагаються вирвати Мейнарда з в'язниці та вбити студентів коледжу та шерифа Анжелу Картер, поки решта міста перебуває на фестивалі. Фільм закінчується тим, що Мейнард і три брати втікають із осліпленою молодою студенткою коледжу полоненною Літою (Роксанна Маккі).

### Поворот не туди 6: Останній курорт (2014)
Основна стаття: Поворот не туди 6 : Останній курорт (2014)
У шостій частині Денні дізнається про свою давно втрачену сім’ю, везучи друзів до Хобб-Спрінгс, забутого курорту в глибині пагорбів Західної Вірджинії. Далі Денні доводиться вибирати між своєю родиною чи друзями, оскільки його родина вбиває їх одного за іншим. Фільм подали як перезапуск серії.

### Поворот не туди: Спадщина (2021)
Основна стаття: Поворот не туди: Спадщина (2021)
Перезапуск розповідає про шістьох друзів, які подорожують дорогами Аппалачі, на яких полює Фонд, коли вони ненавмисно вторгаються на землю громади.

## Персонажі
У франшизі відмічено кілька різних канібалів. Усі канібали ворожі до персонажів, з якими вони стикаються, не виявляючи жодного каяття перед своїми жертвами. Канібали зображені німими, але демонструють здатність спілкуватися один з одним. Вони також демонструють розумові здібності до керування механізмами та транспортними засобами. 

### Три пальці
Три пальці — головний антагоніст серії фільмів «Не той поворот». Він людожер із великою фізичною деформацією, спричиненою токсичними хімікатами, яким він піддавався при народженні разом із своїми братами. Він умілий майстер у створенні пасток, створюючи свої пастки настільки добре, що вони часто вбивають його жертв, перш ніж він зможе вчинити над ними жахливі акти насильства.
У першому фільмі він вперше з'явився разом зі своїми двома братами, напавши на студента-медика Кріса Флінна та групу друзів, включаючи Джессі Берлінгейм, Карлі Маркес, Скотта, Евана та Франсін. Однак наприкінці Трьом пальцям вдалося вижити, оскільки востаннє його бачили під час вбивства заступника шерифа під час дослідження зруйнованої хижини. Однак його брати імовірно були мертві.
У 2 фільмі він вбиває Кімберлі, розрізавши її навпіл . Потім він і родина мутантів починають жорстокий напад на решту учасників, оскільки він успішно вбив Ніла, члена телевізійної групи, і захопив полковника Дейла Мерфі за допомогою тата. Пізніше його бачили, як він катує Дейла в його хижині, але Дейлу якимось чином вдається втекти, перш ніж вступити в бійку з ним. Під час бійки Дейлу вдається вистрілити Трьох Пальців у груди з дробовика, і в результаті його вважали мертвим, але він виживає.
У 3 фільмі він намагається вбити групу туристів і в’язнів, і його вбивають наприкінці фільму, вдаривши в голову гаком і підірвавши на машині.
У 4 фільмі показана історія людожерів.
У 5 фільмі він є антагоністом разом зі своїми двома рідними братами. Протягом серіалу його кілька разів підривали, кололи, садили на палю та стріляли, але він вижив; він також дуже майстерно створює пастки, які миттєво вбивають жертв, перш ніж він закінчить свою жорстоку роботу над ними. Крім того, він також має неприродну здатність до регенерації.
У 6 фільмі  він повертається разом зі своїми братами.

### Зуб пилки
Зуб пилки, як і два його брати, вперше з'являється в першому фільмі. Він найбільший і найсильніший у сім’ї та, здається, є лідером своєї гілки сім’ї, оскільки він є старшим братом. Він був убитий наприкінці першого фільму і не з’являвся знову до першого приквела ат 4,5,6 фільмів.

### Одне око
Він найменш шкідливий з трьох, вперше з’являється в першому фільмі. Як і Зуб пилки, він гине в першому фільмі і не з’являється знову до четвертого, п’ятого та шостого фільмів.

### Мейнард Одетс
Патріарх канібалів, який з'явився в перших двох фільмах і п'ятому фільмі.

### Інші канібали
Wrong Turn 2: Dead End представляє сім’ю з чотирьох канібалів на ім’я Ма, Тато, Брат і Сестра. Показано, що двоє молодих братів і сестер мають інцестуальні стосунки; Сестра навіть дуже ревнує та сердиться, коли ловить брата за мастурбацією під час шпигування за дівчиною. Ма народжує дитину-мутанта, перш ніж її (та решту її родини) вбивають. Другий фільм закінчується доглядом трьох пальців за дитиною. У Wrong Turn 3: Left for Dead малюк стає відомим як Three Toes. Три пальці вбиті групою каторжників, а його голова залишена як попередження. Трьох Пальців знаходить відрубану голову Трьох Пальців, що викликає у нього лють. Він створює храм і залишає голову на виставці у своїй каюті. У фіналі третього фільму з'являється інший канібал, який вбиває Брендона. Шостий фільм представляє Саллі, Денні та Джексона.

### Фонд
Перезапуск The Wrong Turn (2021) представляє Фонд, самодостатню цивілізацію, яка жила на Аппалачській стежці з 19 століття. Вони вороже ставляться до будь-яких сторонніх, які вторгаються в їхню відокремлену спільноту.

### Venable / Череп барана
Лідер Фундації.

### Каллен / череп дикого кабана
Член Фундації 

### Морган / Череп оленя
Член Фундації

### Стандарт / череп вовка
Член Фундації 

### Едіт
Член Фундації

### Руті
Німа молода дівчина і член Фонду.

## Саундтреки
Список
1. «Dark Forest»
2. «Wrong Turn Title»
3. «Mountain Men»
4. «Cabin in the Woods»
5. «Adventure Begins»
6. «Mountain Men at Home»
7. «Francine Dies»
8. «Jessie»
9. «Scott Becomes Prey»
10. «Bear Trap»
11. «Escape from Cabin»
12. «Jessie Taken Hostage»
13. «Fire in the Watchtower»
14. «Grim Discoveries»
15. «Are We Safe?»
16. «They Got Carly»
17. «Killing Mountain Men»
18. «We Are Alive»
19. «Three-Finger Is Back»

Комерційний реліз видання
1. «In Stance» — Eris
2. «Bloody Fingers» — Jet Black Summer
3. «Every Famous Last Word» — Miracle of 86
4. «Never Said Anything» — The Belles
5. «Why Would I Want to Die?» — Grandaddy
6. «Haunted» — King Black Acid
7. «Three Murders» — Deadman
8. «Ex» — Tara King Theory
9. «Birthday» — Simple
10. «Even the Scars Forget the Wound» — Gruvis Malt
11. «He's a Killer» — DJ Swamp
12. «Bring the Pain»/«Multiple Incisions» — Candiria
13. «If Only» — Queens of The Stone Age
14. «Wish I May» — Breaking Benjamin

## Критика
Фільм отримав слабке рекламне просування через жорсткий рейтинг, присвоєний організацією через те, що матеріал вийшов занадто «напруженим».
Поворот не туди отримав змішані відгуки, 41%-ий рейтинг на Rotten Tomatoes. Консенсусом є «нічим не примітний фільм жаху, який не відрізняє себе від інших собі подібних»

Оцінка на IMDb — 6,1/10. Фільм отримав три номінації.